# Дискографія альбомів Артема Лоїка
Український репер Артем Лоїк який випустив вісім студійних альбомів, два міні-альбоми, п'ять відеокліпів і п'ять синґлів. 
Дебютний альбом Артема Лоїка «Мой взгляд», сам виконавець так прокоментував його вихід:
|  | Сподіваюся, мій альбом достукається до кожного і «Мой взгляд» не буде помилковим.Оригінальний текст (рос.) Надеюсь, мой альбом достучится до каждого и «Мой взгляд» не будет ошибочным |

 Артем працював над альбом пліч-о-пліч із DJ Jurazz. Разом вони провели величезну працю, а альбом знайшов слухачів і за межами України.
Другий альбом сповнений треків про Батьківщину, політику, сім'ю, нинішнє покоління. У текстах пісень відчувається віра Артема Лоїка в позитивне майбутнє, але вони звучать, що є звично для виконавця.
Альбом «Зуби» вийшов в останній тиждень осені 2015 року. Будучи міні-альбомом (EP), він складається із 5 треків. Альбом є виключно сольним. Вебсайт rapz.net так охарактеризував міні-альбом «Зуби»:
|  | Немало сильних рим, дуже своєрідне подання, прямо кажучи, для сміливого слухача, причому кислоту тут взагалі мінімум. Мабуть, альбом чіпляє особливим стилем, підбіркою фраз і взагалі манерою читання.Оригінальний текст (рос.) Не мало сильных рифм, очень своеобразная подача, прямо говоря, для смелого слушателя, причем кислоты здесь вообще минимум. Наверное, альбом цепляет особым слогом, подборкой фраз и вообще манерой читки. |

«За моїм вікном» — перший україномовний альбом Артема Лоїка, сам виконавець так прокоментував його вихід:
|  | До цього треба було прийти: те, що зріло в мені багато років, вирвалось назовні. |

За оцінкою вебсайту rap ua: «альбом … звучить потужно, як і по музичному змісту, так і за смисловою складовою».
«Крысолов» — представляє концептуальний альбом, написаний за мотивами однойменної поеми Марини Цвєтаєвої.
|  | Концептуальний альбом Артема Лоїка "Крысолов", написаний за мотивами однойменної поеми Марини Цвєтаєвої.Оригінальний текст (рос.) Концептуальный альбом Артема Лоика "Крысолов", написанный по мотивам одноименной поэмы Марины Цветаевой. |

## Студійні альбоми
| Рік випуску | Назва                  |
| ----------- | ---------------------- |
| 2011        | «Мой взгляд»           |
| 2014        | «Верните мне меня»     |
| 2016        | «За моїм вікном»       |
| 2017        | «Крысолов (1 частина»  |
| 2017        | «Крысолов (2 частина»  |
| 2018        | «На поле в Курукшетре» |
| 2019        | «Спасибо»              |
| 2019        | «Під покривалом»       |

## Міні-альбоми
| Рік випуску | Назва                  |
| ----------- | ---------------------- |
| 2015        | «Zубы»                 |
| 2019        | «Спасибо. Не вошедшее» |

## Сингли
| Рік випуску | Назва              |
| ----------- | ------------------ |
| 2017        | «Вопрос-ответ»     |
| 2017        | «По кругу»         |
| 2018        | «Мысли вслух»      |
| 2018        | «Тону»             |
| 2019        | «Спасибо»          |
| 2019        | «Догвилль»         |
| 2020        | «Велик»            |
| 2020        | «Друг»             |
| 2020        | «Сними с себя всё» |
| 2020        | «Себе»             |
| 2020        | «?»                |
| 2020        | «Мотылёк»          |

## Музичні відео
| Рік  | Назва пісні     | Альбом             | Мова       |
| ---- | --------------- | ------------------ | ---------- |
| 2012 | Звёздная страна | «Мой взгляд»       | російська  |
| 2014 | Добро           | «Верните мне меня» | російська  |
| 2015 | Соленое детство | «Верните мне меня» | російська  |
| 2015 | Поеты           |                    | російська  |
| 2016 | Остання         | «За моїм вікном»   | українська |